# USS Mitscher (DL-2)
USS Mitscher (DL-2/DDG-35) là một tàu khu trục từng hoạt động cùng Hải quân Hoa Kỳ trong giai đoạn Chiến tranh Lạnh, là chiếc dẫn đầu của lớp tàu khu trục, và sau đó là lớp soái hạm khu trục, mang tên nó. Nó là chiếc tàu chiến đầu tiên của Hải quân Hoa Kỳ được đặt cái tên này, được đặt theo tên Đô đốc Marc "Pete" Mitscher (1887–1947), chỉ huy lực lượng đặc nhiệm tàu sân bay nhanh tại Mặt trận Thái Bình Dương trong Chiến tranh Thế giới thứ hai và đã ba lần được tặng thưởng Huân chương Chữ thập Hải quân. Nó đã phục vụ thuần túy tại khu vực Đại Tây Dương, Địa Trung Hải và vùng Trung Đông trong suốt quãng đời phục vụ, được cải biến thành một tàu khu trục tên lửa điều khiển từ năm 1966 đến năm 1968, xếp lại lớp thành DDG-35 và tiếp tục phục vụ cho đến năm 1978. Con tàu cuối cùng bị bán để tháo dỡ vào năm 1980

## Thiết kế và chế tạo
Lớp Mitscher là lớp tàu khu trục đầu tiên được Hải quân Hoa Kỳ chế tạo sau khi Thế Chiến II chấm dứt. Tuy nhiên sau khi việc chế tạo chiếc soái hạm khu trục Norfolk (DL-1) cho thấy có chi phí quá tốn kém (61,9 triệu Đô-la Mỹ), việc chế tạo chiếc tàu chị em CLK-2 của Norfolk bị hủy bỏ, và Hải quân Mỹ chuyển sang cải biến lớp tàu khu trục Mitscher đang đóng thành những soái hạm khu trục.
Thoạt tiên mang ký hiệu lườn DD-927, Mitscher được đặt lườn tại xưởng tàu của hãng Bath Iron Works Corporation ở Bath, Maine vào ngày 3 tháng 10, 1949. Đang khi chế tạo, con tàu được xếp lại lớp như một soái hạm khu trục vào ngày 2 tháng 2, 1951, mang ký hiệu lườn mới DL-2, rồi được hạ thủy vào ngày 26 tháng 1, 1952, được đỡ đầu bởi bà Marc A. Mitscher, vợ góa của Đô đốc Mitscher. Con tàu nhập biên chế cùng Hải quân Hoa Kỳ vào ngày 15 tháng 5, 1953 dưới quyền chỉ huy của Hạm trưởng, Trung tá Hải quân Terrell H. W. Connor.

## Lịch sử hoạt động
Sau khi đi vào hoạt động, Mitscher đặt cảng nhà tại Newport, Rhode Island và trở thành soái hạm của Tư lệnh Chi hạm đội Khu trục 2. Nó tiến hành chạy thử máy huấn luyện tại khu vực vịnh Guantánamo, Cuba rồi quay trở về Xưởng hải quân Boston để tiếp tục được cải tiến trước khi có lượt chạy thử máy huấn luyện thứ hai vốn kết thúc vào ngày 31 tháng 8, 1954. Nó có chuyến đi đến vùng biển Caribe vào năm 1955 với Tư lệnh Lực lượng Khu trục Hạm đội Đại Tây Dương trên tàu. Con tàu thực hành huấn luyện dọc theo vùng bờ Đông cho đến ngày 3 tháng 1, 1956, khi nó lên đường cho một chuyến viếng thăm thiện chí đến Anh, Tây Đức và Pháp, rồi quay trở về Newport vào ngày 10 tháng 2.
Trong năm năm tiếp theo, nó tiếp tục những hoạt động huấn luyện và bảo trì thường lệ dọc theo vùng bờ Đông, và tham gia các cuộc tập trận hàng năm trong Khối NATO tại khu vực Bắc hay Đông Đại Tây Dương. Vào năm 1958, Dwight D. Eisenhower đặt cờ hiệu của ông bên trên Mitscher khi Tổng thống dự khán cuộc đua thuyền buồm America's Cup ngoài khơi Newport. Sang năm 1959, con tàu thực hiện chuyến viếng thăm khu vực Nam Mỹ kéo dài trong bốn tháng, rồi tiếp nối bằng chuyến đi sang Bắc Âu cho một cuộc tập trận trong Khối NATO.
Cảng nhà của Mitscher được chuyển đến Charleston, South Carolina vào tháng 11, 1960, nơi nó đảm nhiệm vai trò soái hạm của Tư lệnh Chi hạm đội Khu trục 6. Nó khởi hành từ Charleston vào ngày 9 tháng 2, 1961 để đi sang khu vực Địa Trung Hải, và hoạt động cùng Đệ Lục hạm đội trong sáu tháng tiếp theo, khi nó đảm nhiệm vai trò soái hạm cho Đô đốc George Whelan Anderson Jr., Tư lệnh Đệ Lục hạm đội. Con tàu lại chuyển đến Newport, Rhode Island vào năm 1962 và đảm nhiệm vai trò soái hạm của Tư lệnh Chi hạm đội Khu trục 2. Trong giai đoàn này nó tham gia các cuộc tập trận của Khối NATO và của Đệ Lục hạm đội. Đến mùa Xuân năm 1964, nó rời Newport cho một lượt phục vụ khác cùng Đệ Lục hạm đội tại Địa Trung Hải, và vào tháng 8 đã canh phòng ngoài khơi đảo Cyprus hỗ trợ cho việc di tản công dân Hoa Kỳ, rồi băng qua kênh đào Suez để tuần tra tại khu vực Hồng Hải và vịnh Ba Tư. Khi quay trở lại Địa Trung Hải, nó tiếp tục phục vụ cùng Đệ Lục hạm đội thêm bốn tháng trong năm 1965, rồi quay trở về Newport, Rhode Island vào tháng 12, 1965.
Rời Newport vào ngày 2 tháng 3, 1966, Mitscher đi đến Xưởng hải quân Philadelphia, nơi nó được cải biến thành một tàu khu trục tên lửa điều khiển từ ngày 18 tháng 3, 1966 đến ngày 29 tháng 6, 1968, rồi xếp lại lớp với ký hiệu lườn mới DDG-35 vào tháng 6, 1968. Đến cuối tháng 8, 1970, nó rời Norfolk để đi sang Địa Trung Hải trong vai trò soái hạm của Tư lệnh Hải đội Khu trục 14; rồi đến tháng 7, 1971 lại có một lượt hoạt động khác cùng Đệ Lục hạm đội trong vai trò soái hạm của Tư lệnh Hải đội Khu trục 26. Con tàu được đại tu tại Xưởng hải quân Norfolk từ tháng 3, 1972.
Vào tháng 6, 1975, Mitscher một lần nữa đi sang khu vực Địa Trung Hải để hoạt động cùng Đệ Lục hạm đội, tham gia nhiều cuộc tập trận trong KHối NATO cũng như tiến hành những hoạt động đặc biệt tại Hắc Hải. Trong đợt hoạt động cuối cùng của nó tại Địa Trung Hải từ tháng 7, 1976 đến tháng 2, 1977, nó phục vụ như soái hạm của Tư lệnh Hải đội Khu trục 2. Vào mùa Hè năm 1977, nó thực hiện một chuyến đi thực tập huấn luyện cho học viên sĩ quan Học viện Hải quân Hoa Kỳ ngoài khơi Virginia Capes. Trong giai đoạn này, chiếc tàu khu trục từng viếng thăm các cảng Mobile, Alabama và Tampa, Florida.
Mitscher được cho xuất biên chế đồng thời rút tên khỏi danh sách Đăng bạ Hải quân vào ngày 1 tháng 6, 1978. Con tàu bị bán để tháo dỡ vào tháng 7, 1980.

## Những hình ảnh

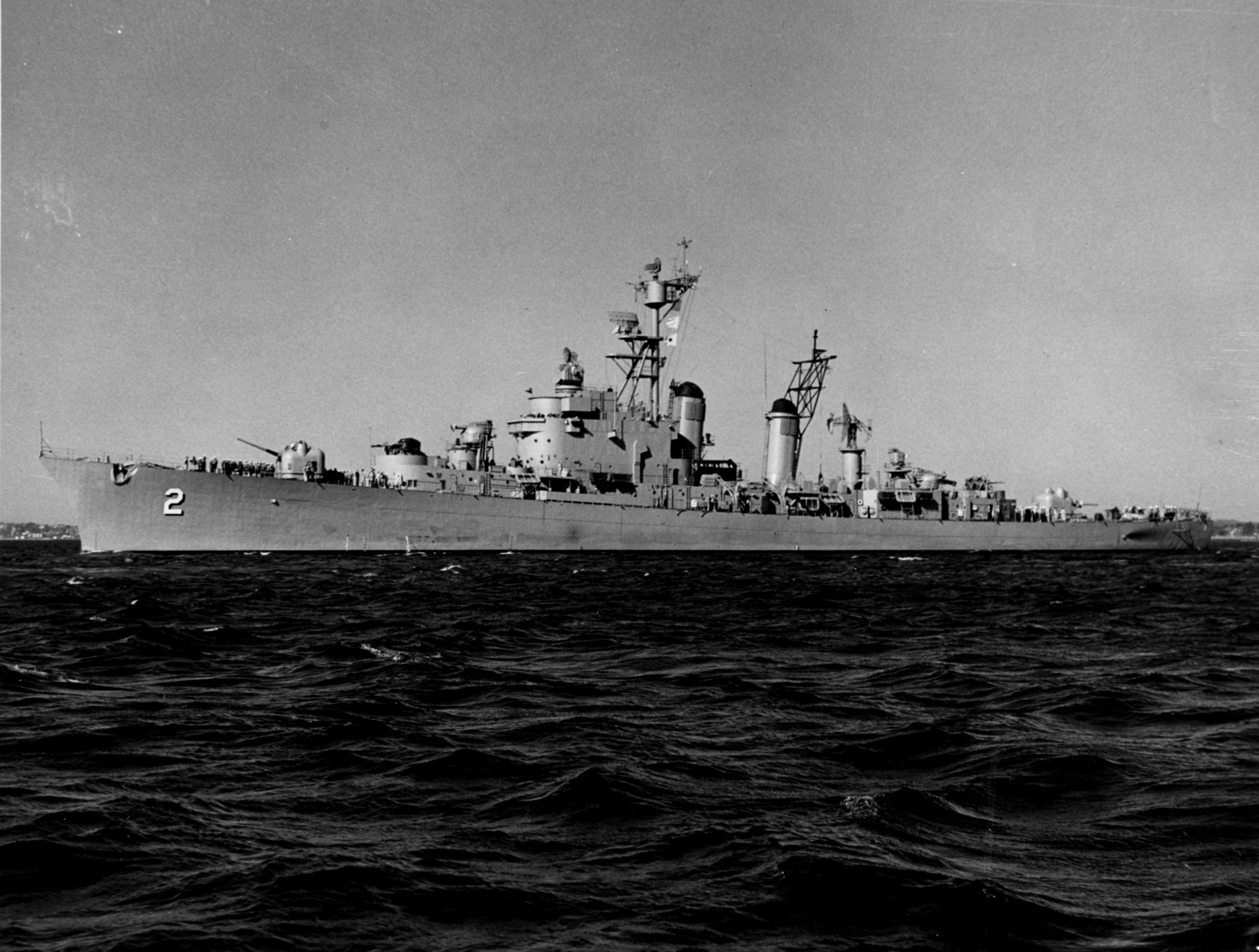
USS Mitscher (DL-2), vào năm 1953.
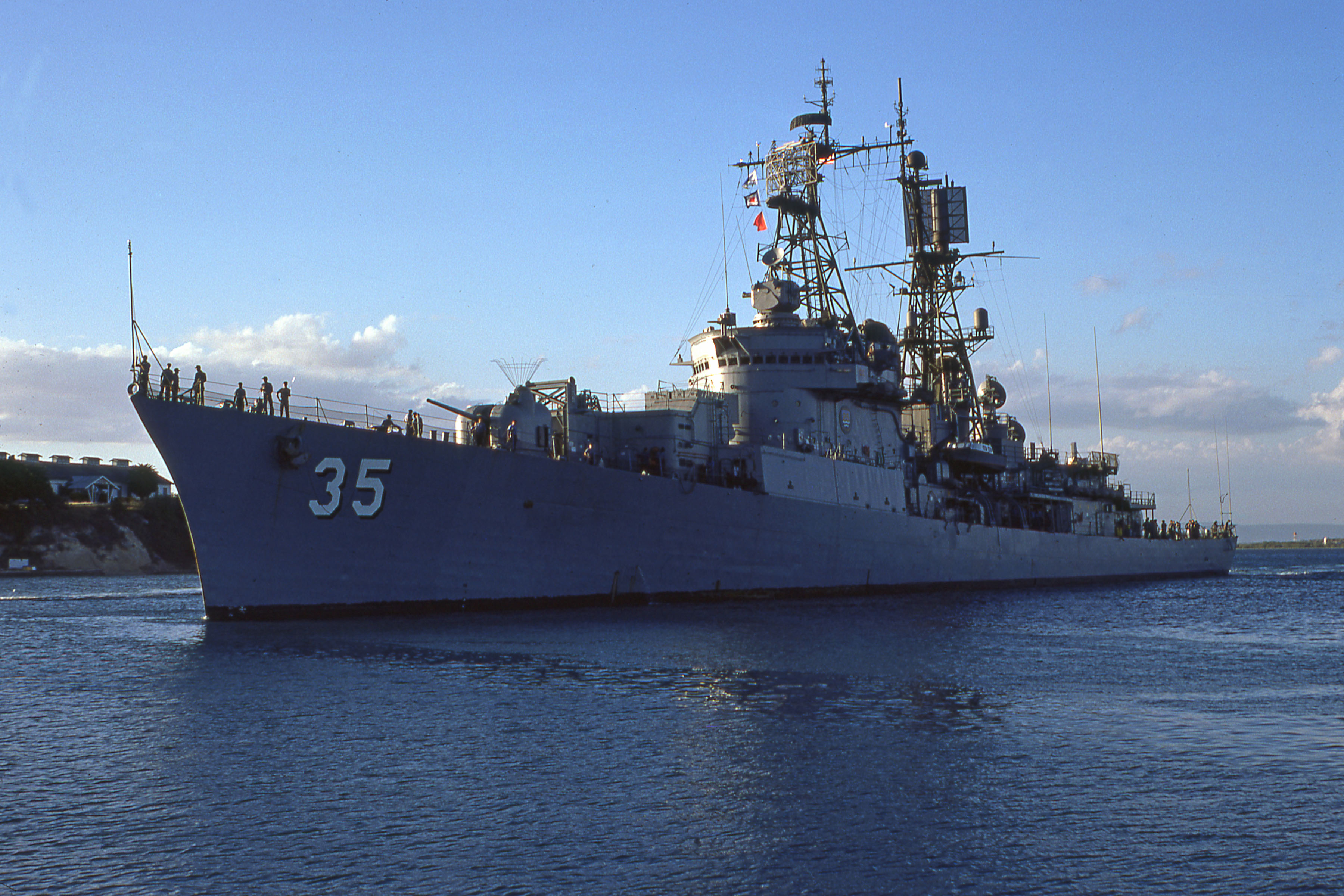
USS Mitscher (DDG-35) tại Căn cứ Hải quân vịnh Guantánamo, tháng 1 năm 1975
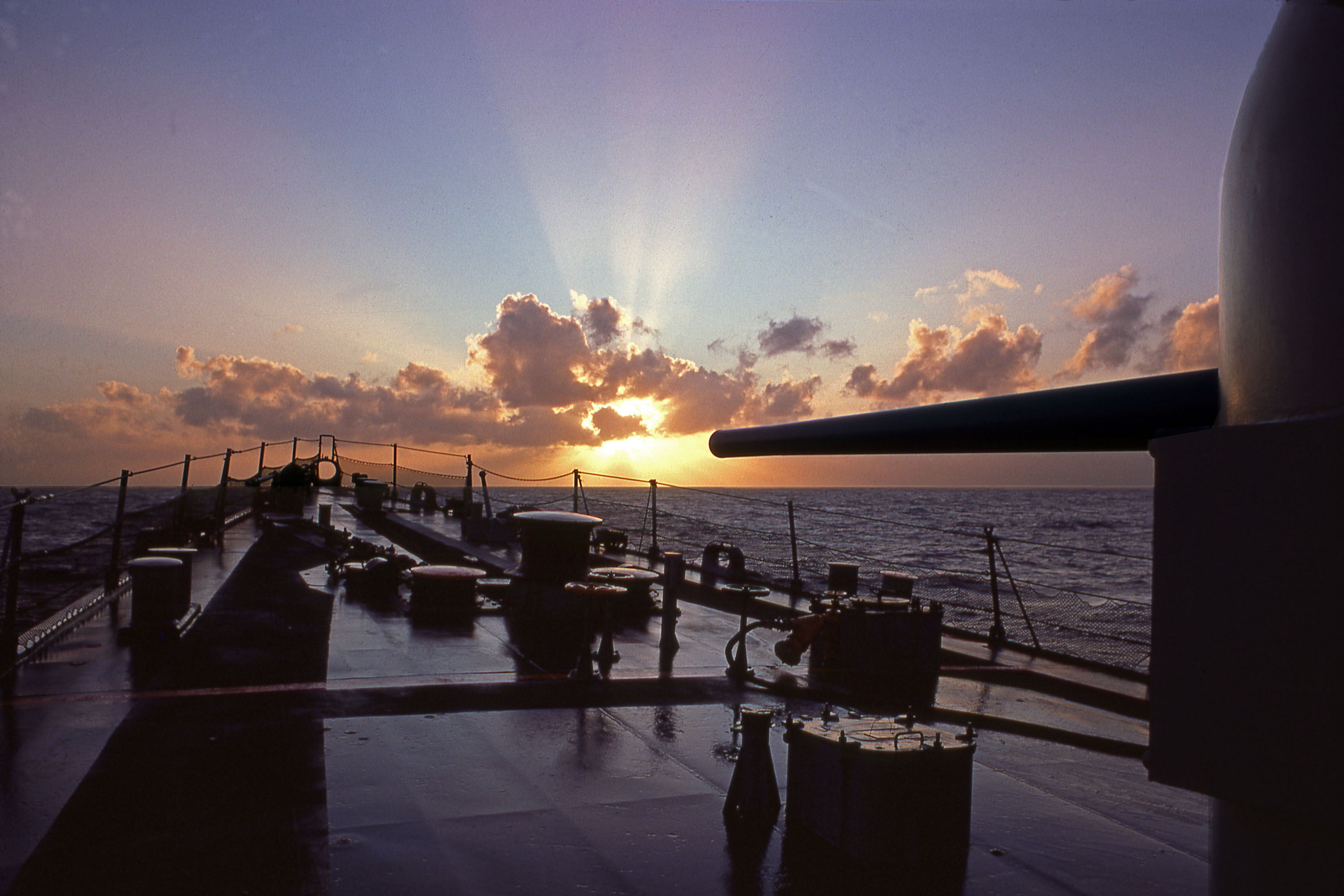
USS Mitscher (DDG-35) tại Puerto Rico, tháng 1 năm 1975